# Der Mensch erscheint im Holozän
Der Mensch erscheint im Holozän ist eine Erzählung des Schweizer Schriftstellers Max Frisch, die erstmals im Jahr 1979 erschien. Für ihren isoliert lebenden Protagonisten wird ein tagelanges Unwetter in einem abgeschnittenen Schweizer Bergdorf zur Parabel des eigenen Verfalls und Sterbens. Gegen den fortschreitenden Gedächtnisverlust kämpft er durch das Sammeln von lexikalischen Informationen auf unzähligen Zetteln an, die er in seinem Haus aufhängt, ehe er nach einem abgebrochenen Fluchtversuch ins Tal erkennt, dass die Welt sein Gedächtnis nicht braucht.
Im Gegensatz zu den Vereinigten Staaten, in denen Der Mensch erscheint im Holozän als Meisterwerk gefeiert wurde, erfuhr die Erzählung bei ihrem Erscheinen im deutschen Sprachraum eine geringe Resonanz. Viele Kritiker werteten sie als autobiografisch, eine Zuschreibung, gegen die der Autor sich verwahrte. Inzwischen wird die Bedeutung von Der Mensch erscheint im Holozän im Spätwerk Max Frischs, für das die Erzählung mit ihrer Thematik von Alter und Tod, der formalen Reduktion und sprachlichen Knappheit als beispielhaft gilt, allgemein anerkannt.

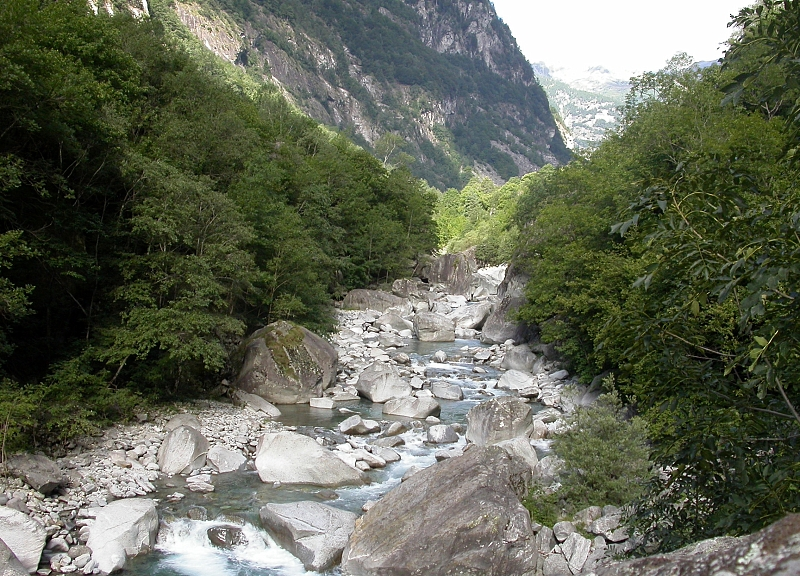
Das Valle Maggia, in das eine Wanderung Herrn Geiser führt

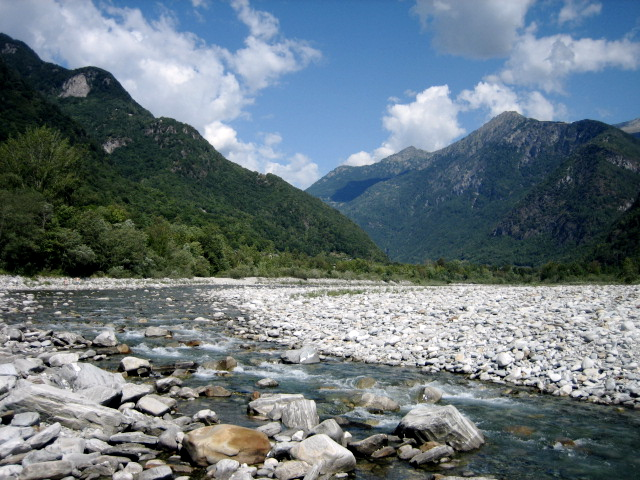
Die Maggia bei Lodano

## Handlung
Ein tagelanges Unwetter im Frühherbst schneidet ein Tessiner Bergdorf von der Umwelt ab. Durch heftige Regenfälle sind bereits Hänge abgerutscht. Herr Geiser, ein 73-jähriger Rentner aus Basel, der seit dem Tod seiner Frau isoliert seinen Lebensabend im Tessin verlebt, befürchtet, durch den unaufhörlichen Regen könne der ganze Berg ins Rutschen kommen und das Dorf verschütten. Da die Gartenarbeit, mit der er sich sonst seine Zeit vertreibt, nicht mehr möglich ist, baut er zurückgezogen in seinem Haus Pagoden aus Knäckebrot und entwickelt eine Kategorisierung des Donners mit Begriffen wie „Polter-Donner“, „Knall-Donner“ oder „Pauken-Donner“.
Aus der bescheidenen Bibliothek, die ihm in seinem Haus zur Verfügung steht, aber immerhin einen zwölfbändigen Brockhaus umfasst, beginnt Herr Geiser, Wissen zusammenzutragen. Alles, was ihm bemerkenswert scheint, schreibt er ab und heftet es mit Reißzwecken an die Wände, damit er jederzeit auf einmal Gewusstes zurückgreifen kann. Doch obwohl Herr Geiser einerseits Stunden damit verbringt, der verstreichenden Zeit auf dem Zifferblatt seiner Uhr zu folgen, fürchtet er andererseits, zu wenig Zeit für seine Arbeit zu haben. So schneidet er die Artikel bald schon einfach aus den Büchern aus. Das zuerst wahllos gesammelte Wissen, etwa wie man einen Goldenen Schnitt konstruiert, fokussiert sich bald auf die Tessiner Umgebung, Naturkatastrophen bis zur biblischen Sintflut sowie die Erdgeschichte, Dinosaurier und die Entstehung des Menschen.

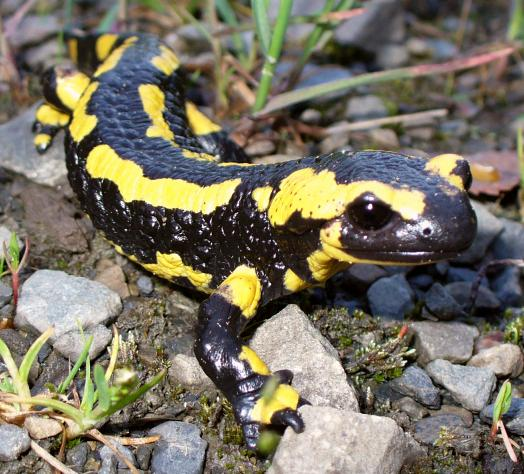
Ein Feuersalamander wird Herrn Geiser zum Spiegelbild

Auch über Gedächtnisschwäche liest Herr Geiser, ein Symptom, das ihn selbst immer stärker betrifft. Während es zu Beginn noch Kleinigkeiten sind, die er vergisst, wie den Kauf von Streichhölzern oder seine Suppe zu essen, kann er sich später nicht einmal mehr an den Namen seines Enkelkindes erinnern. Auch in seinem Verhalten zeigt Herr Geiser Anzeichen einer beginnenden Demenz. Um besser die Spinnweben über der Treppe erreichen zu können, montiert er den sichernden Handlauf der Treppe ab, und immer wieder trägt er in seiner Wohnung einen Hut, ohne zu wissen, wann und wieso er ihn aufgesetzt hat. Die einzigen Begleiter des Herrn Geiser sind eine Katze, deren schmeichelnde Nähe er nicht erträgt, und die er am Ende im Kamin brät, ohne sie jedoch essen zu können, und ein Feuersalamander, der sich in seiner Wohnung einnistet. Obwohl Herr Geiser das Gefühl hat, sich äußerlich selbst immer mehr zum Lurch zu entwickeln, bestätigt er sich, das Wissen um sein Aussehen unterscheide ihn noch von einem Lurch.
Schließlich unternimmt Herr Geiser mit gepacktem Rucksack einen wohlgeplanten Ausbruchsversuch aus dem abgeschnittenen Tal, erreicht über den Pass das nächste Tal, wo die Busverbindung nach Basel bereits nahe ist. Doch dann fragt er sich, was er in Basel eigentlich soll. In der inzwischen hereingebrochenen Dämmerung macht er sich auf den Rückweg, der ihn an den Rand seiner Leistungsfähigkeit führt, ehe er vollkommen entkräftet und mit dem Vorsatz, niemandem etwas über seinen Ausflug zu verraten, zu Hause ankommt. Die Wanderung ruft Erinnerungen an eine Bergtour hervor, bei der sein Bruder und er das Matterhorn erklommen und in Lebensgefahr gerieten. Doch die Geschichte hat er anderen bereits so oft erzählt, dass sie niemand mehr hören will.
Als das Unwetter nachlässt und besorgte Nachbarn nach ihm schauen, öffnet Herr Geiser niemandem und wirft mit Tassen nach den Besuchern, weil er sich der Zettel an den Wänden schämt. Nach einer Ohnmacht, die er auf einen Sturz zurückführt, ist er auch körperlich in Mitleidenschaft gezogen. Erst sein Augenlid, später auch sein Mundwinkel bleiben gelähmt. Ein ausgeschnittener Zettel kommentiert seinen Zustand: Schlaganfall. Als man das Tal wieder erreichen kann, reist die besorgte Tochter Herrn Geisers an und schließt sein Haus auf. Herr Geiser wundert sich, warum sie Tränen in den Augen hat und mit ihm redet wie mit einem Kind. Doch er begreift, dass die Zettel jetzt keinen Sinn mehr besitzen. Die Natur legt keinen Wert auf sein Wissen, sie braucht sein Gedächtnis nicht. Nach dem Unwetter geht das Leben im Tal weiter wie gewohnt. Nur Herr Geiser wird nicht mehr erwähnt.

## Form
Die Erzählung steht unter dem Programm der „Reduktion“, die den erzählerischen Rahmen, die Anzahl der Personen, die Handlung und Motive ebenso kennzeichnet wie die eigentliche Erzählweise, in der die Reduktion nicht bloß beschrieben, sondern stilistisch umgesetzt wird. Die Prosa ist „extrem verdichtet“, wirkt sprachlich „in ihren Wiederholungen, ihrer nüchternen Sachlichkeit, Einsilbigkeit und unbestechlichen Objektivität gleichsam erstarrt.“ Die Erzählung wird von keinem auktorialen Erzähler vermittelt, sie wird weder kommentiert noch reflektiert. Der personale Erzähler nimmt die Perspektive des Protagonisten ein, weiß nur, was Herr Geiser weiß, erzählt in einer erlebten Rede im Präsens, die an einen inneren Monolog erinnert. Absicht des Erzählverfahrens ist der Eindruck von Unmittelbarkeit, der direkten Präsentation von Handlungen und Gedanken. Während die übrige Erzählung stark fragmentiert ist, immer wieder von einzeiligen Absätzen durchbrochen, bietet die eingefügte in sich geschlossene Matterhorn-Geschichte mit langen Passagen im Imperfekt und Plusquamperfekt einen starken „Stilbruch“. Auch der Abschluss der Erzählung wechselt den Stil: im statischen Naturtableau des Tales löst sich der personale Bezug auf, verliert die Erzählung ihre Perspektive: Geiser, dem zuvor alles entfallen ist, ist nun „der Geschichte entfallen“.
Die auffälligste Besonderheit der Erzählung ist ihre Collagetechnik, mit der Frisch die Montagetechnik aus seinen Tagebüchern oder der Erzählung Montauk weiter „radikalisiert“ hat. In den eigentlichen Erzähltext werden die handschriftlichen Notizen des Herrn Geiser als fiktive Faksimiles sowie die ausgeschnittenen Abbildungen und Buchtexte im jeweiligen Drucksatz, mal Fraktur, mal Antiqua, montiert: die Zettel des Herrn Geiser werden gewissermaßen „eingeklebt“. Der Leser erfährt durch die Fremdtexte direkt, was Herr Geiser liest. Erneut ist das Ziel die Vermittlung von Unmittelbarkeit und Direktheit. Lediglich durch die Anordnung der Texte findet ein Kommentar statt, dessen sich der Autor im Text selbst enthält. So kommentiert am Ende ein Lexikonausschnitt zum Stichwort „Schlaganfall“ den Zustand des Herrn Geiser, über den er sich selbst nicht im Klaren ist.

## Interpretation

### Titel
Die Aussage Der Mensch erscheint im Holozän ist aus naturwissenschaftlicher Sicht falsch. In die Erzählung ist ein Lexikoneintrag montiert, in dem erklärt wird: „Im →Pleistozän erscheint nach bisheriger Auffassung der Mensch (Altsteinzeit); die erdgeschichtl. Gegenwart spielt sich im →Holozän ab.“ Auf der Wanderung nach Basel repetiert Herr Geiser sein Wissen jedoch mit den Worten: „der Mensch erscheint im Holozän.“ Diese Verschiebung des Inhalts lässt sich auf mehrere Arten erklären:
- Herr Geiser verwechselt die Lexikonfakten. Der Titel verweist somit auf den Verlust seines Gedächtnisses. Dies ist laut Jürgen H. Petersen die wahrscheinlichste Erklärung, da sie in Übereinstimmung mit den Motiven des Alterns und des Verfalls stehe, die die Erzählung bestimmen.[8]
- Herr Geiser nimmt eine bewusste Korrektur vor: aus seiner Perspektive entsteht das menschliche Leben erst in und mit seiner Gegenwart.[8]
- Der Titel verweist auf die Utopie eines künftigen Menschen, dessen Erscheinen noch aussteht. Der jetzige Mensch hat ein „humane[s] Menschen-Leben und Sterben“ bislang nicht verwirklicht.[9] In der Gegenwart können zwar „Romane mit mäßiger Zuversicht“ geschrieben werden, doch die Hoffnung ruht auf einer künftigen, besseren Welt. „[D]er neue Mensch“ als eigentliche Hauptfigur der Erzählung tritt in ihr überhaupt nicht auf.[10]

Zudem trägt der Titel seine eigene Umkehr in sich: „Das Holozän erscheint im Menschen“. In gleichem Maße, in dem der Mensch die Geschichte benennt, sie sozusagen in ihm erscheint, erscheint er auch durch Benennung seiner selbst in der Geschichte.

### Herrn Geisers Katastrophe
Herrn Geisers Übertreibung des Unwetters zu einer fast apokalyptischen Katastrophe und seine Angst vor Gedächtnisverlust sind Ausdruck seiner Angst vor dem Tod. In seinem Haus trägt er einen Hut, ohne zu wissen warum, denn etwas in ihm ahnt, dass er sich im Aufbruch befindet. Auf die Ahnung des Todes reagiert er mit „Weltdeutung“, er beschäftigt sich mit der Geschichte seiner Art, vollzieht selbst den „Menschheitskulturschritt zur Schrift“, der sich in seinem zusammengetragenen Wissen manifestiert, mit dem er sein Haus tapeziert. In diesem Schritt wird sein Bewusstsein zum Bewusstsein aller Menschen, seine Wohnstube zum Wissensspeicher der gesamten Menschheit. Doch seine Versuche, die Welt durch das Wissen zu ordnen, führen ins Chaos. Durch Herrn Geisers nachlassendes Gedächtnis und seine Verwechslung der Fakten schrumpft das Weltwissen zum zufälligen Wissen eines alten Mannes, mit dem es verloren geht, der Weltuntergang wird zur Parabel seiner eigenen Endzeit. Auf sein Gefühl des Aufbruchs in den Tod reagiert Geiser mit einem letzten Ausbruchsversuch ins Leben, die Flucht ins städtische Basel. Doch die Frage „Was soll Herr Geiser in Basel?“ bleibt unbeantwortet. Etwas wird „in seinem Kopf beschlossen“. Herr Geiser kehrt um. Es ist eine „Umkehr in den Tod“. Herr Geiser findet „seinen Tod […], indem er mit seinem ganzen Rest an Lebenskraft auf ihn zugeht.“
Die Geschichte Herrn Geisers geht über die persönliche Bedeutung seines Schicksals hinaus und wird zum Spiegel „einer epochalen Verfassung“, in der Sinn- und Bedeutungsformen zugunsten von quantifizierbarem Wissen zurücktreten. Vom individuell Menschlichen richtet sich Herrn Geisers Blick auf die gesamte Gattung. Das Bild seiner verstorbenen Frau nimmt er von der Wand ab, um Platz für Wissensschnipsel zu schaffen. Er versucht sich an einer Klassifikation des nicht klassifizierbaren Donners, anstatt sich um seine „letzten Lebensfragen“ zu kümmern.

### Natur und Ordnung
Die größte Furcht Herrn Geisers ist der Verlust des Gedächtnisses. Er weiß: „Ohne Gedächtnis kein Wissen.“ Sein Verhalten legt den Zusatz nahe: Und ohne Wissen kein Sein. Das Wissen hilft nicht immer in der Praxis: „Herr Geiser braucht im Augenblick keinen Goldenen Schnitt, aber Wissen beruhigt.“ Selbst die Biografie Herrn Geisers zerfällt in Einzelinformationen: „was er gewesen ist, steht auf dem Steuerzettel.“ „Einmal Ordnung zu machen“ lautet der Vorsatz Herrn Geisers. Doch bald fragt er sich, „was er denn eigentlich wissen will, was er sich vom Wissen überhaupt verspricht“. Als seine Tochter die Fenster öffnet werden die Zettel von den Wänden gerissen: „ein Wirrwarr, das keinen Sinn gibt.“ Geisers Ordnungswille unterliegt der Kontingenz der Natur: „Was heißt Holozän! Die Natur braucht keine Namen. Das weiß Herr Geiser. Die Gesteine brauchen sein Gedächtnis nicht.“ Herr Geiser gelangt zur Erkenntnis: „Der Mensch bleibt ein Laie.“ Er sieht sich dem Unbewussten der Natur ausgeliefert: „Katastrophen kennt allein der Mensch, sofern er sie überlebt; die Natur kennt keine Katastrophen.“ Am Ende weicht der Ordnungswille der Moderne dem Gleichmut der Postmoderne, die Grenzen des Enzyklopädischen, der Informationsgesellschaft werden aufgezeigt.
Nach Herrn Geisers Verschwinden verschwindet auch die Geschichte aus der Natur. „Wie im Mittelalter“ liegt das Tessiner Tal da, „wie zur Steinzeit“, geschichtslos. Das Gegenbild zum Tessin bildet Island, das Herr Geiser auf einer Reise kennengelernt hat: eine „Welt wie vor der Erschaffung des Menschen.“ Für Herrn Geiser – schon sein Name verweist auf Geysir – symbolisiert dies „Verklärung und Sehnsucht“, wird für ihn doch die Urgeschichte zum Studienobjekt und die Dinosaurier zur Identifikationsfigur, bis er erkennt, dass er selbst „aussieht wie ein Lurch.“ In seinem Versuch des Herstellens von Sinn und Bedeutung gehört auch er zu einer aussterbenden Gattung.

## Hintergrund

Max Frisch (ca. 1974)

Der Mensch erscheint im Holozän wurde vielfach als Fortsetzung von Frischs autobiografischer Erzählung Montauk aufgefasst. Dafür sprachen das Alter des Protagonisten und seine zurückgezogene Lebensweise im Tessin. Frisch selbst lebte seit einigen Jahren in Berzona im Valle Onsernone und teilte mit Herrn Geiser auch die Angst vor Gedächtnisverlust, die ihn seit einer schweren Hepatitis im Jahr 1959 zeitlebens begleitete. In Montauk hatte er diese Episode aufgegriffen: „Ich bin achtundvierzig und habe noch nie in einem Spital gelegen, ich genieße die Einlieferung, alles weiß und mit Bedienung. Dann aber die Angst, das Gedächtnis zu verlieren. Zum ersten Mal diese Angst.“ Eine weitere Ähnlichkeit ist die Lähmung des linken Augenlids, die sich bei Herrn Geiser als Folge eines Schlaganfalls einstellt, die Max Frisch selbst aber „seit je plagte“. Für Gerhard Kaiser war sogar in der Ähnlichkeit Herrn Geisers zu einem Lurch „die Selbstkarikatur von Frischs Physiognomie unverkennbar. Herr Geiser ist Herr Frisch und doch auch nicht Herr Frisch.“
Max Frisch selbst wehrte sich gegen die vermutete Autobiografie. An Volker Hage schrieb er ganz direkt: „Die Geiser-Geschichte als ‚autobiographisch‘ zu bezeichnen ist Schwachsinn.“ In einem Interview mit Fritz J. Raddatz führte er weiter aus: „dieser Herr Geiser in der Erzählung ist nicht viel älter als der Frisch, Herr Geiser verendet im Tessin, und dort hat Max Frisch doch ein kleines Haus, bitte, wenn das nicht autobiographisch ist! Und also privat! […] Authentisch gleich autobiographisch gleich privat gleich indiskret oder irrelevant und so weiter…“ Tatsächlich kenne Frisch die Wanderung, die Herr Geiser unternehme persönlich, doch das eigentliche Vorbild für die Romanfigur sei nicht er selbst gewesen: „Es gab in dem Tal einen Mann namens Armand Schulthess, ehedem ein Beamter, ein Eremit, der jetzt, im Alter, plötzlich alles wissen wollte.“ Wie Herr Geiser trug er lexikalisches Wissen und eigene Erkenntnisse zusammen, „er schrieb das alles auf Blechdosendeckel und nagelte diese an die Baumstämme auf seinem Gelände, […] und wenn man sich näherte, warf er mit Steinen, er wollte einsam sein in seinem Enzyklopädie-Wäldchen und starb vor einigen Jahren.“

## Entstehungsgeschichte

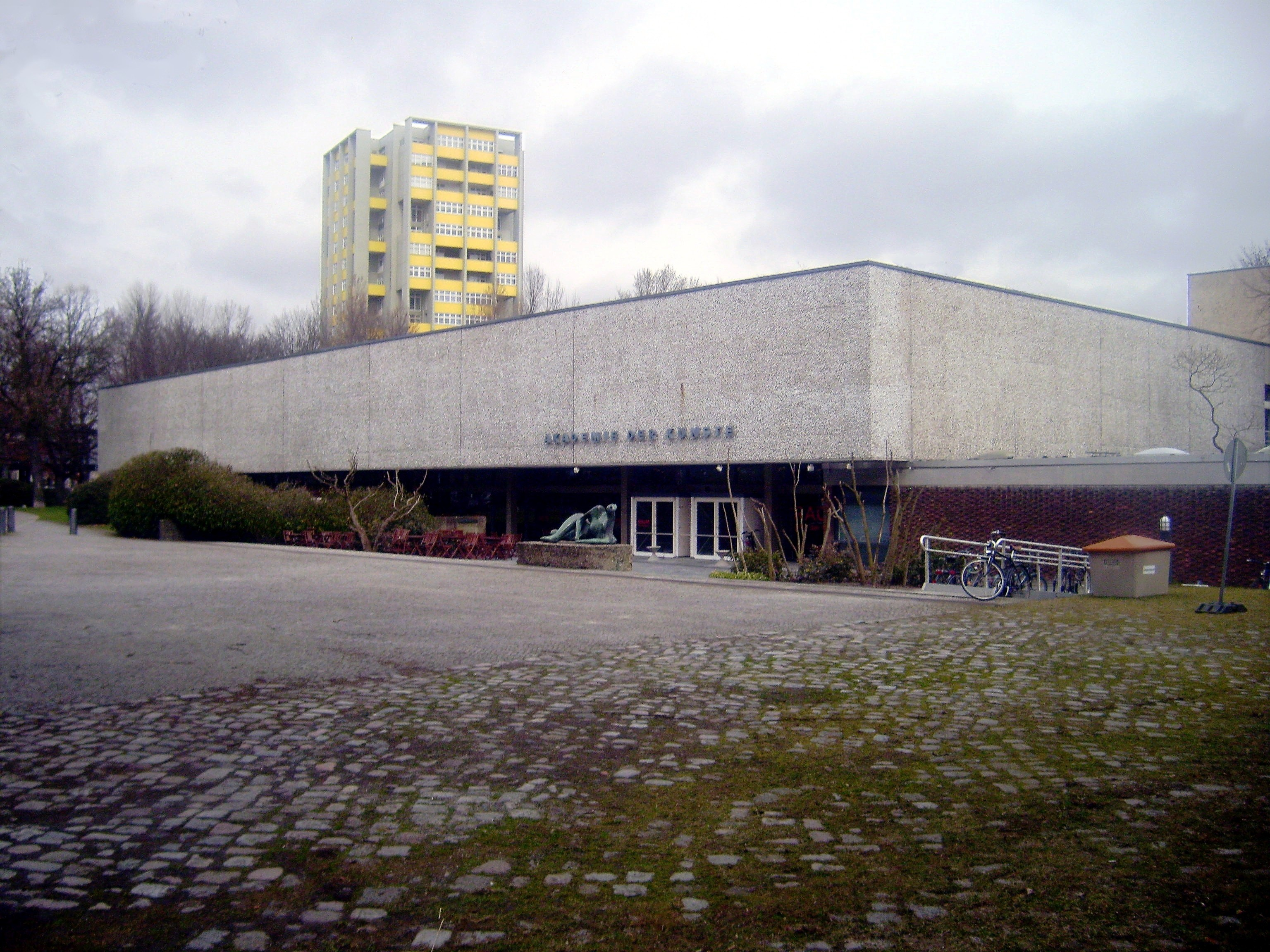
In der Berliner Akademie der Künste trug Frisch 1973 eine erste Fassung der Erzählung vor

Bereits seit 1972 arbeitete Max Frisch in unterschiedlichen Fassungen und Erzählperspektiven an der Erzählung, die in Der Mensch erscheint im Holozän ihre endgültige Form fand. Die erste Fassung trug den Titel Regen und erinnerte in ihrer Form als „Bericht“ eines „Verfassers“ in Ich- und Man-Form an die Erzählposition des Homo faber. In ihrer vierten Fassung trug die Erzählung den Titel Klima und war 1974 bereits ins Programm des Suhrkamp Verlages aufgenommen, ehe Frisch sie zurückzog. Erhalten geblieben ist von dieser Fassung lediglich ein 12 Seiten umfassendes Fragment aus einer Erzählung, das Frisch am 1. Dezember 1973 bei einer Lesung in der Berliner Akademie der Künste vortrug, und das später auch Eingang in seine Gesammelten Werke in zeitlicher Folge fand. Ungewöhnlich war die verwendete Sie-Form als direkte Anrede des Erzählers an seinen Protagonisten: „Sie stehen am offenen Fenster seit einer Stunde oder länger, Herr Geiser, es widerspricht Ihnen niemand, Sie sind allein zuhaus.“ Zu dieser Version schrieb Frisch in seiner autobiografischen Erzählung Montauk: „Eine literarische Erzählung, die im Tessin spielt, ist zum vierten Mal mißraten; die Erzähler-Position überzeugt nicht.“
Nachdem die Zahl der Fassungen der Erzählung insgesamt auf zwölf gestiegen war, legte Frisch im Herbst 1978 die endgültige Druckfassung vor. Erst im August 1978 hatte er mit Geisers Ausbruchsversuch und der Matterhorn-Geschichte zentrale Teile in die Erzählung eingebaut. Den Titel Der Mensch erscheint im Holozän legte er im Oktober 1978 fest. Publiziert wurde die Erzählung vom Suhrkamp Verlag zur Leipziger Buchmesse im März 1979.

## Stellung in Frischs Gesamtwerk
Für Jürgen H. Petersen ist Der Mensch erscheint im Holozän Teil des Spätwerks des Autors, das mit dem parallel entstandenen Theaterstück Triptychon beginne und auch die spätere Erzählung Blaubart umfasse. Während zuvor Montauk noch „das poetische Spiel mit der Variation“ erkennen ließe und damit in den Kontext von Mein Name sei Gantenbein und Biografie: Ein Spiel gehöre, sei Frischs Alterswerk von den Themen Alter und Tod bestimmt: „Alles ist vergangen, dadurch unveränderbar, starr und unlebendig.“ Der Mensch erscheint im Holozän zeige exemplarisch den Stil von Frischs Spätwerk: „Reduktion im Thematischen. Hervorkehrung des Elementaren“. Für Volker Hage bildeten hingegen die letzten drei Erzählungen Max Frischs „eine untergründige Einheit, nicht im Sinn einer Trilogie, […] wohl aber im Sinn eines harmonischen Akkords. Die drei Bücher ergänzen sich und sind doch selbständige Einheiten. […] Alle drei Bücher haben den Tenor der Bilanz, des Abschlusses – bis hinein in die Form, die nur noch das nötigste zuläßt: verknappt, zugeknöpft.“
Während Frisch die Auseinandersetzung mit dem Tod in seinem zweiten veröffentlichten Tagebuch 1966–1971 nach seiner eigenen Einschätzung eher „von außen“ betrieb, ist seine Behandlung in Der Mensch erscheint im Holozän eine „innenperspektivische“. Walter Schmitz fasste die Erzählung als Korrektur des „Pathos seiner frühen Werke“ auf. Frisch, inzwischen selbst „historisch geworden“ lege zwar nicht seine Ideale ab, aber den „literarischen Schwung des Idealismus“. Auch Heinz Ludwig Arnold sah in der Erzählung „eine Negation der Hoffnung und der Utopie“, die noch 1976 Frischs Rede zur Verleihung des Friedenspreis des Deutschen Buchhandels ausgezeichnet hatte. Für Klaus Müller-Salget war die Erzählung „Frischs resignativster Text“. Frisch selbst äußerte sich rückblickend in einem Interview mit Philippe Pilliod, er habe Der Mensch erscheint im Holozän in seinem Gesamtwerk „weitaus am liebsten“. Daraus leitete Lübbert R. Haneborger ab, Frisch habe in der Erzählung „Abschluss und Überwindung der ihn lebenslang beschäftigenden Kernprobleme gesucht und gefunden“, vor allem seines Bedürfnisses „nach personaler Identität“.

## Rezeption
Der Mensch erscheint im Holozän fand zum Zeitpunkt der Veröffentlichung keine große Resonanz bei Publikum und Kritik. Die Erzählung wurde als Nebenwerk des Autors abgetan, in Rezensionen fielen Stichworte wie „Autobiographisches“ und „Alterstrübsinn“. Zudem wurde sie in der Schweiz und in Deutschland als „nicht ausreichend politisch“, nicht gesellschaftlich relevant empfunden. Marcel Reich-Ranicki schwieg zum Erscheinen der Erzählung, doch er äußerte sich später: „Schon der Titel mißfiel mir, ich war verwundert und verärgert. Mir war sofort klar, daß ich über dieses Buch nicht schreiben sollte“, das er „als fremd, als mühselig präpariert“ empfand. Positiv besprach Urs Jenny die Erzählung, die er „ernst und bewegend“ nannte: „Dieses Buch prunkt keinen Augenblick. Klar und behutsam, aus Liebe lakonisch, beschreibt Frisch ein abgeschiedenes Tal im Tessin […]. Im Tonfall notizenhaft beiläufig, und doch höchst bewußt im Ausspielen von Leitmotiven, Refrains, Resonanzen […], entwickelt er auf diesem kleinen Terrain eine Geschichte, die jenseits ihrer lächerlichen Banalität eine einsame, eisige Größe hat.“
Anders als in Frischs heimatlichem Sprachraum wurde die englische Übersetzung Man in the Holocene in den Vereinigten Staaten sehr positiv aufgenommen. Die Kritiker der The New York Times Book Review wählten auf ihrer jährlichen Liste der wichtigsten Bücher, die 1980 in den USA veröffentlicht worden waren, Man in the Holocene einstimmig zur interessantesten und wichtigsten Erzählung des Jahres 1980. George Stade urteilte über die Erzählung: „sie hat etwas von einem Klassiker an sich […] durch ihre Klarheit und Eleganz der Form, ihre strenge Unpersönlichkeit, ihre Zurückhaltung und ihre Allgemeingültigkeit. […] Diese leuchtende Parabel von unbestimmbarer Bedeutung ist ein Meisterwerk.“
Mit zeitlichem Abstand zur Veröffentlichung gewann Der Mensch erscheint im Holozän auch im deutschen Sprachraum an Bedeutung. Gerhard Kaiser bekannte, dass er erst selbst alt werden musste, ehe ihm „diese Geschichte eines alten Mannes, von einem mit Bitternis alternden Mann geschrieben, nahe ging.“ Dann sah er in der Erzählung, die auf ihre Entdeckung warte, „das artistisch arrangierte Gemenge von Alltag und Menschheitsperspektive, […] die erzählerische Reflexion der Oppositionen zwischen Sein und Bewusstsein, Natur und Geist, Geschichte als Vorgang und Sinngebung“. Volker Hage nannte die Erzählung „überhaupt nicht düster, sondern von humorvoller Grazie.“ Hannes Hintermeier fühlte sich durch „wunderbare Ökonomie der Sprache berührt, weil sie gegen die Gepflogenheiten der Gattung den Menschen klein und die Natur groß macht.“ Die Erzählung sei „[e]in lakonischer Triumph, dem Verrinnen der Zeit mit jedem Wort abgetrotzt.“ Hans Mayer sah in der „Endzeitgeschichte, geschrieben von einem, der nicht an Endzeit glaubt“, einen „der bedeutendsten Texte dieses bedeutenden Autors.“  2005 wurde Der Mensch im Holozän in die 20-bändige Schweizer Bibliothek der Wochenzeitschrift Das Magazin aufgenommen, in Abweichung zu Marcel Reich-Ranicki, der in seinem Kanon der deutschen Literatur die Erzählung Montauk vorzog.

## Film
Der Mensch erscheint im Holozän wurde 1992 von Heinz Bütler und Manfred Eicher unter dem Titel Holozän verfilmt. Die Rolle des Herrn Geiser übernahm Erland Josephson. Der Film gewann im gleichen Jahr beim Internationalen Filmfestival von Locarno den Spezialpreis der Jury. Das Lexikon des internationalen Films kommentierte: „Max Frisch, nach dessen Erzählung der Film entstand, arbeitete bis zu seinem Tode an der Produktion mit. Sein Text wurde mit der innewohnenden Musikalität filmisch imaginiert; eine subtile Montage verbindet Bilder von außergewöhnlicher Präsenz, so daß sich Frischs Grundfrage nach der menschlichen Identität mit neuer Schärfe stellt.“

## Bühne
In Koproduktion von Stephan Roppel und dem Theater im Kornhaus Baden entstand im Jahr 2002 eine Bühnenadaption der Erzählung. Der Schweizer Regisseur Thom Luz inszenierte Frischs Erzählung im Jahr 2016 am Deutschen Theater in Berlin. Die Hauptrolle übernahm Ulrich Matthes, der unter anderem für diese Rolle im Folgejahr mit dem Goldenen Vorhang ausgezeichnet wurde.
Weitere Bühneninszenierungen
- 2020: Schauspielhaus Zürich, Zürich[62]
- 2023: Musiktheater im Revier, Gelsenkirchen[63]
- 2024: Theater der Keller, Köln[64]

### Textausgaben
- Max Frisch: Der Mensch erscheint im Holozän. Suhrkamp, Frankfurt am Main 1979, ISBN 3-518-02850-2 (Erstausgabe)
- Max Frisch: Der Mensch erscheint im Holozän. Suhrkamp, Frankfurt am Main 1981, ISBN 3-518-37234-3 (Auf diese Fassung beziehen sich die angegebenen Seitenzahlen)

### Sekundärliteratur
- Georg Braungart: „Katastrophen kennt allein der Mensch, sofern er sie überlebt“. Max Frisch, Peter Handke und die Geologie. In: Carsten Dutt/Roman Luckscheiter (Hg.): Figurationen der literarischen Moderne. Festschrift für Helmuth Kiesel. Winter, Heidelberg 2007, S. 23–41 (Online bei der Universität Tübingen).
- Michael Butler: Die Dämonen an die Wand malen. Zu Max Frischs Spätwerk: „Triptychon“ und „Der Mensch erscheint im Holozän“. In: text + kritik 47/48 (1983), S. 88–107.
- Robert Cohen: Zumutungen der Spätmoderne. Max Frischs „Der Mensch erscheint im Holozän“. In: Weimarer Beiträge, 54. Jg., Heft 4/2008, S. 541–56.
- Claus Erhart: „Herr Geiser ist kein Lurch“: Apokalyptisches bei Max Frisch. In: Claus Erhart (Hg.): Visions de la fin des temps. L’apocalypse au XXe siècle; discours et représentations. Université de Provence, Aix-en-Provence 2006 (Cahier d’études germanique, Bd. 51), S. 159–171.
- Margarete Fuchs: »unbrauchbar für die Zettelwand«. Das Archiv des unnützen Wissens in Max Frischs Der Mensch erscheint im Holozän. In: Jill Bühler und Antonia Eder (Hg.): Das Unnütze Wissen in der Literatur. Rombach, Freiburg 2015, S. 251–264.
- Lübbert R. Haneborger: Max Frisch – Das Prosa-Spätwerk. Books on Demand, Norderstedt 2008, ISBN 3-8370-2985-9, S. 57–78.
- Dietmar Jacobsen: Tod im Tessin. Max Frischs Erzählung ‚Der Mensch erscheint im Holozän’. In: Weimarer Beiträge 42/3 (1996), S. 399–417.
- Gerhard Kaiser: Endspiel im Tessin: Max Frischs unentdeckte Erzählung „Der Mensch erscheint im Holozän“. In: Schweizer Monatshefte  für Politik, Wirtschaft, Kultur 82/83 (2002/2003), S. 46–52.
- Jürgen H. Petersen: Max Frisch. Metzler, Stuttgart 2002, ISBN 3-476-13173-4, S. 168–175.
- Karlheinz Rossbacher: Lesevorgänge: Zu Max Frischs Erzählung Der Mensch erscheint im Holozän. In: Paul Michael Lützeler (Hg.): Zeitgenossenschaft. Zur deutschsprachigen Literatur im 20. Jahrhundert. FS für Egon Schwarz zum 65. Geburtstag. Athenäum, Frankfurt a. M. 1987, S. 252–265.
- Walter Schmitz: Max Frisch: Das Spätwerk (1962–1982). Eine Einführung. Francke, Tübingen 1985, ISBN 3-7720-1721-5, S. 140–148.